# Beurc’hoat
Der Beurc’hoat (auch Squiriou genannt) ist ein kleiner Fluss im Westen von Frankreich, der im Département Finistère der Region Bretagne östlich der Stadt Brest verläuft.

## Geographie

### Verlauf
Der Beurc’hoat entspringt im südlichen Gemeindegebiet von Plougonven, verläuft generell Richtung Süden durch den Regionalen Naturpark Armorique und mündet nach insgesamt rund 16 Kilometern im Gemeindegebiet von Poullaouen als rechter Nebenfluss in die Aulne, die unmittelbar danach die mittelalterliche Steinbrücke bei Pont ar Gorret passiert. Etwa 600 Meter oberhalb, bei Kerloaguen, an der Gemeindegrenze zu Scrignac, gibt es bereits einen ersten Mündungsarm in die Aulne.

### Orte am Fluss
(Reihenfolge in Fließrichtung)
- Coat Lohés, Gemeinde Plougonven
- Keranfors Braz, Gemeinde Plougonven
- Kermarzin, Gemeinde Scrignac
- Liorzou, Gemeinde Berrien
- Kerloaguen, Gemeinde Poullaouen
- Pont ar Gorret, Gemeinde Poullaouen

## Sehenswürdigkeiten
- Brücke über die Aulne bei Pont ar Gorret aus dem 18. Jahrhundert, Monument historique[4]